# Davide Saverino
Davide Saverino (Milano, 29 gennaio 1977) è un ex calciatore italiano, di ruolo centrocampista.

## Biografia
Coinvolto nel calcioscommesse, il 31 gennaio 2012 dopo il ricorso al TNAS gli viene confermata la squalifica di 3 anni. A seguito di ciò, si trasferisce a San Benedetto del Tronto, dove gestisce attività d'intrattenimento e d'abbigliamento.
Il 9 febbraio 2015 la procura di Cremona termina le indagini e formula per lui e altri indagati le accuse di associazione a delinquere e frode sportiva.

## Carriera
Ha esordito in Serie B il 14 settembre 2002, in occasione dell'incontro tra Hellas Verona e Livorno, vinto dagli ospiti per 1-0. Non ha mai giocato in Serie A.
Nel 2006 è stato tra i protagonisti della promozione nella serie cadetta dello Spezia, specie nella parte finale della stagione, risultando tra i giocatori più carismatici della squadra ed un idolo per i tifosi della curva ferrovia.
Nel 2006-2007 ha segnato 7 reti, due delle quali su azione, con tiri da fuori. Saverino ha segnato anche la rete del pareggio su rigore contro l'Hellas Verona nella sfida di andata dei play-out di serie B.
Nel gennaio 2008 è passato in prestito all'Ascoli. La società marchigiana aveva un'opzione di riscatto per il giocatore, ma non la esercitò, questo perché d'accordo con il giocatore, che avrebbe comunque vestito i colori bianconeri anche nella stagione successiva.
A luglio, dopo una trattativa burrascosa, il giocatore è passato alla Cremonese, voluto dal mister Ivo Iaconi. In una nota il suo procuratore si è scusato pubblicamente (vedi "tuttomercatoweb") per il comportamento del suo assisistito, che si era rifiutato di firmare il contratto discusso con l'Ascoli, tergiversando ed accasandosi così alla Cremonese. L'Ascoli, che si era fidato della parola del giocatore, non ha rilasciato commenti ufficiali, ma il gesto pare non avere lasciato un bel ricordo nella memoria dei sostenitori piceni.
Il 31 agosto 2009 Saverino passa a titolo definitivo alla Reggiana, dove rimarrà per due stagioni diventando un elemento importante per la squadra emiliana.
Nell'estate del 2011 viene coinvolto nello scandalo del calcio-scommesse per un presunto tentativo di combine della partita tra la Reggiana e il Ravenna del 10 aprile 2011. Saverino viene squalificato per tre anni nonostante alla fine nessuna combine venne compiuta: la partita infatti si concluse con il punteggio di 3-0 per la Reggiana a fronte del pareggio che, secondo quanto emerso, era la richiesta dei dirigenti del Ravenna. I fatti costano anche due punti di penalizzazione nel campionato successivo alla Reggiana.
In carriera ha totalizzato 119 presenze (e 17 reti) in Serie B.

## Palmarès

### Club

#### Competizioni nazionali
- Campionato italiano Serie C1: 2

Livorno: 2001-2002
Spezia: 2005-2006
- Supercoppa di Serie C1: 1

Spezia: 2006